# Wadltreiber
Wadltreiber (bürgerlich Dominik Amadeus Leitold, * 17. Dezember 1990 in Zell am See) ist ein österreichischer Musiker, Textdichter und Komponist.

## Leben und Wirken
Leitold ist der Sohn von Birgit (geb. Breitfuss) und Hubert Leitold. Er wuchs mit seiner jüngeren Schwester Sabrina in Viehhofen (im Glemmtal) nahe Saalbach-Hinterglemm auf. Im Alter von 4 Jahren nahm Leitold Trompetenunterricht bei seinem Vater. Zwei Jahre später erlernte er die Steirische Harmonika bei Anton Mooslechner jun. (der auch als „Leitn Toni“ bekannt ist) am Musikum in Zell am See. Im Alter von 14 Jahren begann er E-Gitarre spielen.
Mit 15 Jahren absolviert Leitold eine Ausbildung zum Elektroinstallationstechniker in Bruck an der Großglocknerstraße, die er 2010 abschloss. Während der Ausbildung gründete er zahlreiche Bands, die jedoch immer wieder zerbrachen. Während seines Wehrdienstes in Saalfelden am Steinernen Meer begann er seine Textdichterei und Kompositionen zu vertiefen und griff wieder zur Steirischen Harmonika.
2012 gründete Leitold das Musikprojekt „Wadltreiber“ mit den musikalischen Schwerpunkten Schlager, Volksmusik und Alpenrock, mit dem er von 2014 bis 2017 unter anderem bei Musikern wie Andreas Gabalier, Beatrice Egli, Voxxclub, Schürzenjäger und den Ursprung Buam als Vorkünstler auftrat.
2019 gründete er das Projekt Wadltreiber by Amadeus und orientiert sich fortan auf den selbsternannten Austrorock.
2020 erreichte der Song Stondhoft 1 Million Klicks bei Facebook und wurde zu einer Hymne gegen das Coronavirus auf Radio Salzburg.

## Alben
2013 veröffentlichte Leitold sein erstes Soloalbum, das von Harald Rummel produziert wurde und beim Label Tyrolis unter dem Namen Da Wald-Madltreiber erschien.
2018 folgte dann das zweite Album Edelweisspirat, welches Leitold vom Schlagzeuger der Schürzenjäger Alfred Eberharter Jun. in Finkenberg Zillertal produzieren ließ und vertreibt es seither über den Wiener Musikverlag Preiser Records.
2020 veröffentlichte Dominik Amadeus Leitold mit dem  Projekt Wadltreiber by Amadeus die zeitkritische Single Nix mehr wias woar um auf die politische Weltlage aufmerksam zu machen. Verlag: DiesiMusik.

## TV-Auftritte
- 2012 Barbara Karlich Show ORF 2 (Volksmusikstars von Morgen)
- 2015 Sieger im Marc Pircher-Nachwuchswettbewerb im Zillertal
- 2016  2. Platz Alpenländischer Musikherbst Hansi Hinterseer
- 2016 Gastmusiker Schürzenjäger beim Wenn Die Musi spielt Winteropenair ORF 2
- 2018 Immer wieder sonntags Stefan Mross Sommerhitkönig ZDF
- 2018 Guten Morgen Österreich (ORF 2)
- 2018 Puls 4 Echt witzig
- 2019 Guten Morgen Österreich (ORF 2)
- 2024 Single Vom Lieben & Spielen